# Magdalena Ziółek
Magdalena Ziółek (ur. 28 grudnia 1978) – polska lekkoatletka uprawiająca biegi długodystansowe, specjalizująca się w biegu 6-godzinnym i biegu na 100 km.

## Życiorys
W 2020 roku podczas Mistrzostw Polski w biegu na 100 km w Pabianicach zdobyła srebrny medal z wynikiem 8:23.30.
W 2022 roku podczas Mistrzostw Polski w biegu 6-godzinnym w Chorzowie zdobyła złoty medal z wynikiem 73,728 km.

## Osiągnięcia
| Rok  | Impreza                                   | Miejsce           | Konkurencja   | Pozycja     | Wynik   |
| ---- | ----------------------------------------- | ----------------- | ------------- | ----------- | ------- |
| 2022 | Mistrzostwa Świata w biegu na 100 km 2022 | Bernau bei Berlin | indywidualnie | 61. miejsce | 8:56:51 |